# 알렉산드르 루츠코이
알렉산드르 블라디미로비치 루츠코이(러시아어: Алекса́ндр Влади́мирович Руцко́й, 1947년 9월 16일~)는 러시아의 정치인이다. 그는 1991년 7월 10일부터 1993년 10월 4일까지 러시아 부통령을 역임했으며, 1996년부터 2000년까지 쿠르스크 주지사를 역임했다. 1993년 러시아 체제 위기 동안 그는 반옐친 진영을 이끌었다.

## 생애
루츠코이는 1947년 소련 우크라이나 공화국 프로스쿠로프(러시아어: Проскуров), 현 흐멜니츠키(우크라이나어: Хмельницький)에서 태어났다. 1971년에 바르나울에 위치한 고등공군학교를 졸업했으며 1980년 가가린 공군대학을 졸업한 뒤 1985년부터 1988년까지 아프가니스탄 전쟁에 참가했다.
1988년 그는 파키스탄 공군의 F-16에 격추당해 아프가니스탄의 산악지대에 추락했으며, 무자헤딘에 의해 포로로 잡힌 뒤 파키스탄의 정보국으로부터 군사 기밀을 넘길 것을 추궁받았으나 결국 풀려났다. 이 일로 그는 소비에트 연방 영웅 칭호를 수여받았으며, 이후 1990년 보리스 옐친과 함께 부통령 후보로 나서게 되었다.
그가 부통령으로 재직하는 동안, 그는 몰도바로부터 트란스니스트리아의 독립을 주장했으며 우크라이나의 크림 공화국의 독립을 주장했다. 또한 그는 남오세티야 전쟁 동안 조지아의 대통령이었던 에두아르트 셰바르드나제에게 전화를 걸어 조지아군이 남오세티야에 개입할 경우 트빌리시를 폭격하겠다고 경고하기도 했다.

## 1993년 러시아 체제 위기
소련 붕괴 이후 한동안 옐친과 우호 관계를 유지하던 루츠코이는 1992년부터 옐친의 경제 정책과 관료들의 부패에 대해 점차 반대 목소리를 내기 시작했다. 1993년 벌어진 1993년 러시아 체제 위기 동안 옐친이 러시아 최고 소비에트를 해산시키자, 그는 임시 대통령직을 맡았으며, 옐친에 대항해 시위대를 이끌었다. 시위가 격화되자 옐친은 군대를 투입하여 시위를 진압했다. 10월 4일 옐친은 그를 부통령직에서 해임하였으며, 그는 체포되어 레포르토포 교도소에 1994년까지 수감되었다.
출소 이후 그는 1996년 쿠르스크 주의 주지사에 출마해 당선되었으며, 이후 2000년까지 주지사를 역임했다.

## 역대 선거 결과
| 선거명      | 직책명          | 대수 | 정당   | 득표율 | 득표수       | 결과 | 당락 |
| ----------- | --------------- | ---- | ------ | ------ | ------------ | ---- | ---- |
| 1991년 선거 | 러시아의 부통령 | 1대  | 무소속 | 57.30% | 45,552,041표 | 1위  |      |